# Sang Lee International Open 2003
Die Sang Lee International Open 2003 war ein Karambolageturnier in der Disziplin Dreiband und fand vom 1. bis zum 6. Juli in New York, Vereinigte Staaten statt.

## Modus
41 Spieler aus 12 Nationen nahmen an diesem Turnier teil. 40 spielten in der ersten Runde in fünf Gruppen zu acht Teilnehmern die Spieler für die Hauptrunde aus. Hier war Marco Zanetti gesetzt. Es wurden zwei Gruppen mit neun Spielern erstellt. Die besten vier jeder Gruppe spielten in der Finalgruppe. Die Spiele der Hauptrunde wurden in die Finalrunde übernommen. In diesen spielten die qualifizierten Spieler nur gegen die Spieler der anderen Gruppe. Im letzten Spiel des Turniers trafen die beiden punktgleichen Torbjörn Blomdahl und Eddy Leppens aufeinander. Hier gewann Zanetti mit 40:37 in 23 Aufnahmen.

## Gesetzte Spieler
- Marco Zanetti[1]

## Abschlusstabelle
In den Finalrunden wurden die Platzierungen in der Endtabelle nach der Platzierung zum Gruppenabschluss vergeben. Die Reihenfolge wurde wie folgt vergeben:
1. Matchpunkte Gruppenphasen
2. Generaldurchschnitt

| MP    | Match Punkte (Sieger = 2; Unentschieden = 1; Verlierer = 0) |
| SV    | Satzverhältnis (nur bei Turnieren im Satzsystem)            |
| Pkte. | Erzielte Karambolagen                                       |
| Aufn. | benötigte Aufnahmen                                         |
| GD    | Generaldurchschnitt                                         |
| MGD   | Mannschafts-Generaldurchschnitt                             |
| BED   | Bester Einzeldurchschnitt eines Spielers                    |
| BEMD  | Bester Einzeldurchschnitt einer Mannschaft                  |
| BSD   | Bester Satzdurchschnitt eines Spielers                      |
| HS    | Höchstserie                                                 |
| WRP   | Weltranglistenpunkte                                        |

| 1  | Marco Zanetti     | 11-01 | 22 | 1,711 | 2,352 | 14 |
| 2  | Eddy Leppens      | 10-02 | 20 | 1,564 | 2,352 | 8  |
| 3  | Pedro Piedrabuena | 09-03 | 18 | 1,412 | 2,500 | 14 |
| 4  | Luis Aveiga       | 08-04 | 16 | 1,347 | 2,222 | 11 |
| 5  | Moon Bum Heo      | 07-05 | 14 | 1,355 | 2,000 | 10 |
| 6  | Tonny Carlsen     | 06-06 | 12 | 1,450 | 2,000 | 11 |
| 7  | Ramón Rodriguez   | 06-06 | 12 | 1,396 | 2,000 | 10 |
| 8  | Andreas Efler     | 06-06 | 12 | 1,291 | 1,666 | 8  |
| 9  | Christian Rudolph | 05-04 | 10 | 1,222 | 1,739 | 14 |
| 10 | Sonny Cho         | 04-05 | 8  | 1,139 | 1,600 | 7  |
| 11 | Allan Jensen      | 04-05 | 8  | 1,168 | 1,666 | 12 |
| 12 | Hugo Patino       | 04-05 | 8  | 1,098 | 1,538 | 7  |
| 13 | Ji Soo Ahn        | 03-06 | 6  | 0,969 | 1,176 | 6  |
| 14 | Miguel Torres     | 03-06 | 6  | 1,131 | 1,666 | 11 |
| 15 | Sang Ho Kim       | 03-06 | 6  | 1,019 | 2,352 | 7  |
| 16 | Michael Kang      | 02-07 | 4  | 1,010 | 1,052 | 6  |
| 17 | In Suk Chang      | 01-08 | 2  | 0,859 | 1,142 | 10 |
| 18 | Young Gull Lee    | 01-08 | 2  | 0,725 | 1,000 | 7  |